# Christophe Beghin
Pour les articles homonymes, voir Beghin.
Christophe Beghin, né le 2 janvier 1980 à Schaerbeek en Belgique, est un entraîneur belge et ancien joueur professionnel de basket-ball.

## Biographie
Christophe Beghin fait partie de l'équipe nationale belge lors de l'EuroBasket 2011. 
Il évolue tout d'abord en Belgique avec le club d'Base Oostende (qui porte différents noms durant son passage, d'abord Orange BC Oostende puis Telindus Oostende). Il rejoint ensuite l'Italie pour évoluer avec le club de Sedima Roseto. Il fait rapidement son retour en Belgique et évolue avec le Spirou Basket Club puis Verviers Pepinster pendant deux saisons. Après une nouvelle saison avec le Spirou Basket Charleroi, il rejoint le club de Antwerp Diamond Giants. 
Avec ces différents clubs, il dispute également de nombreuses compétitions européennes : la coupe Korać, la Suproligue, l'Euroligue - en 2001-2002 - la coupe Uleb, la FIBA Europe League 2003-2004 avec Oostende. Lors de son deuxième passage au club de Spirou Basket Charleroi, il dispute de nouveau la coupe Uleb. Avec Antwerp, il dispute la EuroChallenge 2009-2010.
À l'été 2022, Beghin devient entraîneur des Courtrai Spurs. Le 16 avril 2023, il remporte la coupe de Flandre. Le 14 mai 2023, il est champion de deuxième division. Le 3 février 2024 il quitte les Courtrai Spurs.
En février 2025 il rejoint le staff de Roel Moors aux Antwerp Giants en tant qu'adjoint jusqu'à la fin de la saison.

## Palmarès

### Joueur
- Champion de Belgique en 2001 et 2002 avec le BC Ostende et en 2008 et 2011 avec le Spirou Charleroi.
- Vainqueur de la coupe de Belgique en 2001 avec le BC Ostende.
- Vainqueur de la Supercoupe de Belgique en 2000 avec le BC Ostende et en 2010 avec le Spirou Charleroi.

### Entraîneur
- Vainqueur de la coupe de Belgique en 2020 avec les Antwerp Giants.
- Vainqueur de la coupe de Flandre en 2023 avec les Courtrai Spurs.
- Champion de Belgique de division 2 en 2023 avec les Courtrai Spurs.

### Distinctions personnelles
- Élu meilleur espoir belge en 2000.
- Élu MVP belge du championnat de Belgique en 2002, 2009 et 2011.